# 金川路街道
金川路街道，是中华人民共和国甘肃省金昌市金川区下辖的一个乡镇级行政单位。

## 行政区划
金川路街道下辖以下地区：
金阳里社区、金水里社区和金芝里社区。